# Hiromu Arakawa
Hiromu Arakawa (n. 8 mai 1973, Prefectura Hokkaidō, Japonia) este o artistă manga japoneză din Hokkaidō.
Este cunoscută pentru seria manga Fullmetal Alchemist, care a devenit un hit atât pe plan intern și internațional iar mai târziu a fost adaptată în două serii anime. Ea adesea se decrie ca o vacă cu ochelari. Numele ei din naștere este Hiromi dar a adoptat numele Hiromu ca un pseudonim pentru a-l folosi în scrierile manga.

## Biografie
Arakawa s-a născut în Tokachi, o perfectură în insula nordică a Japoniei, Hokkaidō. Familia ei a deținut o fermă de lapte și cartofi unde Hiromu a crescut acolo cu cele trei surori mai mari și un frate mai mic. Când era copil Arakawa a visat să descopere ceea ce era dincolo de ferme și vedea profesia de artist manga ca fiind "lumina" ideală și lipsitǎ de griji. Când era adolescentă ea îi ajuta pe părinții ei la treburile fermei și se juca pe câmpuri. Ea a mers la un liceu agricol și când a absolvit, a fost de acord cu părinții ei să-i ajute la fermă 7 ani și în acest timp lua lecții regulate de pictură în ulei la oraș. Când această perioadă s-a încheiat, ea s-a mutat la Tokyo în 1999 pentru aș urmări visul de a deveni un artist manga cunoscut și le-a jurat părințiilor ei că se va întoarce acasă doar o dată în timp ce ea a fost în măsură să facă manga o viață. Arakawa a început să lucreze cu prietenii ei la manga doujin, unul dintre cele mai știute fiind Shishi Juushin Enbu, co-lucrat cu prietena ei Zhang Fei Long. Idea de la acest fazin a fost ulterior inclus în manga Hero Tales. Una dintre primele locuri de muncă plătite ale lui Arakawa ca artist manga au fost luate din benzi desenate scurte (astfel cunoscute ca 4koma) pentru o revistă numită Gamest, în care ea a portretizat parodii din jocuri în numerele revistei. Între timp ea a folosit pseudonimul Edmund Arakawa. După accea ea a fost acceptată ca asistentă de artistul manga Etō Hiroyuki, cunoscut pentru manga Mahōjin Guru Guru. Primul ei manga de debut a fost Stray Dog (1999), o bandă desenată care a fost pubicată de Enix după ce a câștigat "Premiul 9th 21st Century Shounen GanGan" la un concurs.
Următoarea lucrare a fost Shanghai Yōmakikai (2000-2006), o serie neregulată și întreruptă care spune povestea unui vânător de demoni  într-un Shangai futurist. Seria are în prezent 4 capitole și nu au existat zvonuri despre întoarcerea sa.
Următoarea lucrare a lui Arakawa a transformat-o într-o manga cunoscuă în toată lumea: Hagane no Renkinjutsushi, sau Fullmetal Alchemist, care a început să fie publicată inițial în august 2001 și a avut capitole lunare regulate până la final în iunie 2010. Seria spune povestea frațiilor Edward și Alphonse Elric care sunt în căutarea Pietrei filozofale pentru a restabili corpurile lor în urma unei încercări dezastruoase de a nu reuși să o readucă pe mama lor la viață prin alchimie. Inițial, aceasta a fost considerată de critici cu dezinteres, dar a câștigat rapid popularitatea în calitate și grosime de complot. Succesul seriei manga a făcut două serii anime și o franciză extinsă. Ea a făcut de asemenea una dintre cele mai prestigioase premii acordate une artiste manga din Japonia: Premiul Shogakugan Manga. Ea a câștigat premiul în 2003 la categoria manga shonen.
În timp ce publica Fullmetal Alchemist, Arakawa de asemenea a continuat și cu alte lucrări, printre benzi desenate și seriale în principal, manga cu umor negru Raiden-18 (2005-prezent), banda desenată Sōten no Kōmori (2006), precum și lunga serie Hero Tales (2006-2010).
Căsătorită și are în prezent 2 copii, Arakawa a obținut un contract cu Shogakugan Weekly Shonen Sunday în 2011 și în prezent este în publicarea primei serii de non-fantezie Silver Spoot. Privită la început cu suspiciune (și chiar nemulțumire) printre fanii mai serioși pentru care nu se încadrează în categoria "fantezie", Silver Spoot a adunat o atenție tot mai mare din partea media și criticilor. Începând cu aprilie 2012, a avut 2500000 de exemplare tipărite, un număr mult ajutat de câștigătoarea  celui de-al cincilea Premiu Manga Taisho. Revistele manga speciale au comentat cu privire la posibilitatea de a fi serializat curând într-un anime.

## Stilul
Autoportretul lui Arakawa de obicei reprezintă o vacă cu ochelari, pentru că ea s-a născut și a crescut la o fermă cu lapte. Această alegere al unui alter-ego spune multe despre modestia lui Arakawa (dar consistența) în stil scris. Ea de obicei tinde să scrie despre evenimentele din viața de zi cu zi, cu accent pe sentimentele oamenilor, opinii ale lumii și concepții greșite dar tinde să pătrundă umor și glume pentru a le face distractive și accesibile.
Pentru seria manga Fullmetal Alchemist, Arakawa a citit despre alchimia legată din cărți, pe care a găsit-o foarte complicată, datorită faptului că unele cărți i-au contrazis pe alții. Arakawa a fost mai mult atrasă de aspectele filozofice decât cele practice. Pentru conceptul de schimb echivalent, ea a fost inspirată dintr-o lucrare a părinților ei la care au avut o fermă în Hokkaido și întotdeauna au trebuit să depună toate eforturile, în scopul de a câștiga bani să mănânce.
Arakawa a vrut să integreze în poveste problemele sociale. Ea a adunat informații vizionând programele de știri și a vorbit cu oamenii, cum ar fi refugiați, veterani de război și yakuza. Mai multe elemente plot se extind pe această temă cum ar fi Pinako Rockbell având grijă de frații Elric după moartea mamei lor și aceștia ajutând oamenii din toată țara, pentru a obține o înțelegere asta însemnând familie. La crearea lumii fictive din Fullmetal Alchemist, Arakawa a fost inspirată după ce a citit despre Europa în timpul perioadei Revoluției industriale, și a fost uimită de cât de diferiți erau oamenii din alte țări, în termeni de cultură, arhitectură și haine. Ea a fost deosebit de interesată de Anglia în această perioadă și a adăugat că "a vrut să guste din propria versiune originală și să o transforme într-o lume a fanteziei".
Când seria manga a început, Arakawa a avut în vedere modul în care povestea se va termina. Când complotul a continuat, cu toate acestea, ea a simțit că unele personaje au fost măturate și a decis să schimbe unele scene, rezultând că în unele schițe fețele personajelor au fost improvizate. La crearea modeleor personajelor, ea a comentat că autorii manga Suihō Tagawa și Hiroyuki Eto sunt principalele ei inspirații, și își descrie opera de artă ca un amestec la ambele dintre ei. Arakawa a făcut comedie centrală în manga deoarece ea crede că este destinată pentru divertisment, și a încercat să minimalizeze accent pe scenele triste.

## Lucrări
- Stray Dog (1999)
- Shanghai Yōmakikai
- Fullmetal Alchemist (Hagane no Renkinjutsushi, sau "Alchimistul de oțel") (2001-2010)
- Raiden 18 (2005)
- Sōten no Komori
- Hero Tales (2006-2010)
- Hyakushō Kizoku (2008)
- Silver Spoon (2011-)